# Szeverényi Balázs
Szeverényi Balázs (Békéscsaba, 1992. november 25. –) magyar színész.

## Életpályája
Békéscsabán született, 1992. november 25-én. A békési Szegedi Kis István Református Gimnáziumban érettségizett. Színi tanulmányait szülővárosában, a Békés Megyei Jókai Színház Színitanházában folytatta. Színi növendékként 2013-tól a Békéscsabai Jókai Színház előadásain szerepelt. 2017-től az egri Gárdonyi Géza Színház tagja.

## Fontosabb színházi szerepei
- Carlo Goldoni: Két úr szolgája... Pulcinella
- Carlo Goldoni: Chioggiai csetepaté... Hajóslegény, Toni bárkáján
- Móricz Zsigmond: Rokonok... Imrike
- Arany János – Zalán Tibor: Toldi... Kocsmáros; Katona; Mészáros
- Jékely Zoltán: Mátyás király juhásza... Baraboly, vitéz
- László Miklós: Illatszertár... Detektív
- Bartus Gyula: Lovak... Második kétlábú
- Farkas Ferenc: Csínom Palkó... Peták, szegénylegény
- Kálmán Imre: Csárdáskirálynő... Kis közjegyző